# Derek Eastman
Derek Thomas Eastman (Saint Paul, 24 gennaio 1980) è un hockeista su ghiaccio statunitense naturalizzato italiano, che milita come difensore negli Ares Sport.

## Carriera
A livello universitario, Derek Eastman ha giocato per quattro stagioni in NCAA con la maglia dei St. Cloud State Huskies.
Nella prima parte della sua carriera da professionista, Eastman si è diviso tra le leghe professionistiche minori nordamericane (ha giocato in ECHL coi Columbia Inferno tra il 2003 e il 2006 ed in CHL coi Tulsa Oilers tra il 2009 e il 2011, con una manciata di presenze in AHL) e alcuni campionati nordeuropei (nel massimo campionato norvegese ha vestito la maglia dello Storhamar Ishockey nella stagione 2006-2007, mentre nelle due stagioni successive ha militato coi danesi Rødovre Mighty Bulls con cui ha vinto una Coppa di Danimarca).
Dal 2011 si è stabilmente trasferito in Italia: è approdato al Gherdëina (2011-2012), all'epoca in seconda serie. L'anno successivo è passato al Vipiteno con cui ha disputato un campionato di seconda serie (2012-2013, la squadra giunse seconda ma ottenne la promozione vista la rinuncia dell'Appiano) e uno in massima serie (2013-2014).
A partire dalla stagione 2014-2015 Eastman ha fatto ritorno al Gherdëina, nel frattempo tornato in massima serie in virtù di una riforma dei campionati. È rimasto coi gardenesi anche dopo la nascita della Alps Hockey League, per un totale di cinque stagioni.
Dal 2019 al 2021 ha militato col Fassa, sempre in Alps Hockey League, mentre nelle due stagioni seguenti ha giocato con il Valdifiemme HC, in Italian Hockey League.
Nell'estate del 2023, all'età di 43 anni, ha accettato la proposta dell'Aosta Gladiators, scendendo in terza serie; con i valdostani ha vinto subito il titolo, guadagnando la promozione in Italian Hockey League.

## Vita privata
Eastman vive in Val Gardena e possiede il passaporto italiano dal 2016.